# Jessern
Jessern (in basso sorabo Jaserń) è una frazione (Ortsteil) del comune tedesco di Schwielochsee.

## Storia
Nel 2003 il comune di Jessern venne fuso con i comuni di Goyatz, Lamsfeld-Groß Liebitz, Mochow e Ressen-Zaue e Speichrow, formando il nuovo comune di Schwielochsee.